# Великий часослов герцога Беррійського

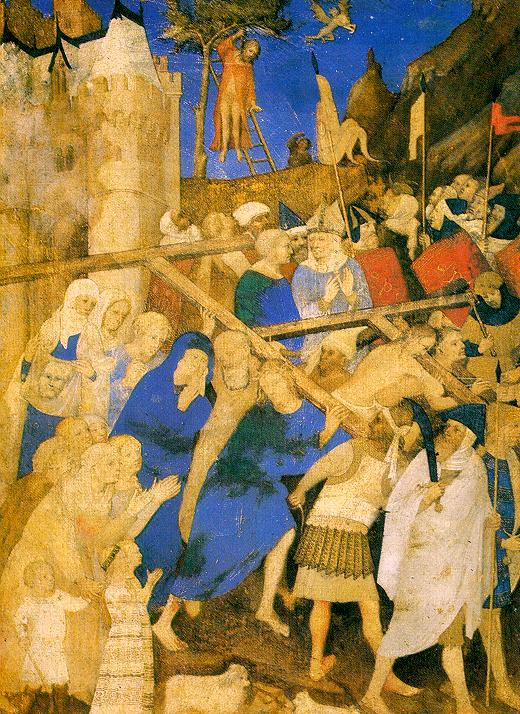
«Несення хреста» — велика мініатюра з часослова, Лувр.

«Великий часослов герцога Беррійського» — часослов, виконаний на замовлення герцога Жана Беррійського у 1407—1409 роках. В теперішній час рукопис, великі мініатюри якого втрачені, зберігається в Національній бібліотеці Франції (інв. № ms. lat. 919). Єдина збережена велика мініатюра з часослова, «Несення хреста», що приписується Жакмару де Есдену, знаходиться в Луврі.

## Історія створення
1407 року герцог Беррійський замовив часослов великих розмірів (400 х 300 мм). Художник Жакмар де Есден, який служив у герцога з 1384 року, виконав для цього манускрипту мініатюри на повну сторінку. Над книгою працювали також інші майстри, серед яких нині мистецтвознавці називають Псевдо-Жакмара де Есдена, автора більшої частини малих мініатюр, ініціалів та оздоблення. Деякі ілюстрації приписуються Майстру Часослова Бедфорда і Майстру Часослова Бусіко. Художники, які працювали над «Великим часословом», запозичили стилістичні елементи з «Часослова Жанни д'Евре», який перебував тоді в зібранні герцога Беррійського.
Завдяки запису, який зробив Ж. Фламел, секретар і каліграф герцога, відома дата закінчення роботи над Часословом — 1419 рік. Вже після смерті герцога рукопис отримав багату палітурку, прикрашену дорогоцінним камінням. При описі спадщини герцога часослов оцінено в 4000 турських ліврів. Пізніше король Карл VIII, який став власником часослова, замовив для нього нову палітурку. Відомо, що 1518 року манускрипт ще не був розділений. З часом великі мініатюри були втрачені, 1930 року єдину велику ілюстрацію для часослова  — «Несення хреста» — із колекції Вільяма Тернера придбав Лувр.

## Зміст
В теперішній час в манускрипті 252 сторінки, зокрема 212 мініатюр. Часослов містить такі розділи:
- Календар (fol. 1-6)
- Години Діви Марії (fol. 8-42)
- Сім покаянних псалмів і Літанії всіх святих (fol. 45-52)
- Канонічні години Святого хреста (fol. 53-55) і Канонічні години Святого Духа (fol. 56-58)
- Богослужіння Страстей Господніх (fol. 61-85) і Богослужіння Святому Духу (fol. 86-101)
- Поминання померлих (fol. 106—123)

Сорок п'ять великих мініатюр було вилучено з рукопису (дата розділення часослова невідома). Одна з великих ілюстрацій збереглася — це «Несення хреста», приписувана пензлю Жакмара де Есдена, яка повинна розташовуватися перед листом 71 (Богослужіння Страстей Господніх, секста).